# Weeper
Weeper il cui vero nome è Mortimer Gloom, è un supercriminale immaginario dei fumetti, in origine pubblicato dalla Fawcett Comics e oggi di proprietà della DC Comics. Comparve per la prima volta in Master Comics n. 23 (febbraio 1942).
Arci-nemico di Bulletman e Bulletgirl, Weeper è capace di eseguire gli assassinii più brutali, ma versa sempre una lacrima per ogni vittima; odia le persone felici, ma si sente triste quando fa loro del male. Weeper indossa un mantello blu da opera, un cilindro, un bastone da passeggio e dei lacrimogeni. Guida anche un carro funebre ed è sempre seguito dai suoi scagnozzi, i Bittermen.

## Biografia del personaggio

### Le origini
Mortimer Gloom era un artista circense. Era conosciuto come il Clown Piangente o Willie il Piagnone. Fu licenziato per essere stato disonesto. Qualche tempo dopo commise alcuni atti di vendetta. Dopodiché, prese il nome di Weeper (colui che piange).
Il Giorno del Ringraziamento, Weeper inviava lettere o faceva visita ad un numero di famiglie raccontando loro notizie tragiche. Raccontò ad una famiglia che il figlio era morto in guerra. Ad un'altra famiglia, disse che il padre era stato licenziato dopo anni di fedele servizio. Ad un'altra famiglia ancora, disse che al capofamiglia era bruciato l'esercizio. Successivamente le famiglie scoprirono che nulla era vero. Weeper raccontò loro queste cose così che potesse sia entrare in casa per derubarli che per farsi dire da loro dove nascondevano gli oggetti di valore.
Weeper mise un annuncio sul giornale in cui cercava delle persone che sentivano che la vita era stata dura. Un sacco di uomini risposero all'annuncio. Li intervistò tutti e tenne dieci dei più tristi. Li chiamò i Bittermen. Con loro, Weper rese le vite delle altre persone davvero infelici.
Cominciarono passando con il carro funebre nel mezzo di un corteo e lanciando gas lacrimogeni. Questo causò una fuga precipitosa che uccise migliaia di persone. Weeper guidò per le strade, letteralmente ricoperte di morti, piangendo per l'orribile tragedia.
Commisero una serie di atti orribili.
Qualche tempo dopo essere stati sconfitti da Bulletman e Bulletgirl, Weeper ritornò e rimise insieme la vecchia banda. Uno di loro rifiutò, dicendo che faceva abbastanza soldi e riusciva a sbarcare il lunario ed era contento. Weeper rispose dicendo che odiava sentire che le persone erano felici. Il giorno dopo, un uomo fu trovato morto a casa, soffocato da un rotolo di soldi.
Weeper mostrò così agli altri cosa sarebbe accaduto loro se si fossero trovati nella stessa situazione. Temendo per le loro vite, si unirono a lui di nuovo. Più tardi, Weeper fu tradito da uno di loro, e fu la stessa persona a narrare la storia.

### Sindacato della vendetta
Weeper fu un membro del Sindacato della Vendetta. Erano un gruppo di criminali guidati e messi insieme dal Profeta Assassino, a cui si unirono Weper e Ratto Nero. All'inizio erano tutti in contrasto dato che ognuno di loro voleva essere il capo. Weeper ebbe l'idea di decidere chi lo sarebbe stato con il tiro dei dadi. La persona che avrebbe vinto, sarebbe stata quella con il numero più alto, e sarebbe stato il primo a pensare ad un piano, quello con il numero secondo più alto sarebbe stato il secondo e così via.
Il Profeta Assassino vinse il primo turno. Il suo piano fu quello di derubare un museo. Bulletman e Bulletgirl li fermarono.
Weeper fu il secondo. Il suo piano fu quello di fingere di essere uno psichico come a carnevale. Il Profeta Assassino disse ad una signora facoltosa di spostare i suoi soldi così che non fossero rubati. Lui e Weeper li avrebbero rubati durante lo spostamento. Bulletman e Bulletgirl li fermarono. Riempirono la macchina in cui si trovavano e la gettarono nel lago. Il Ratto Nero li salvò dall'annegamento.
I tre capirono che Bulletman li aveva fermati prima che commettessero il fatto ed arrivarono a pensare di ucciderlo, se volevano riuscire nei loro piani.
Il Ratto Nero fu il terzo. Il suo piano fu quello di inviare un messaggio radiofonico per attirare Bulletman in una baracca abbandonata. Crearono un manichino del Ratto Nero. Bulletman e Bulletgirl entrarono nella baracca. Il Sindacato entrò e sconfisse Bulletman. Con loro grande sorpresa, anche Bulletman fece un manichino di sé. Lui e Bulletgirl li sconfissero e li arrestarono.

### Weeper II
Ad un certo punto, Weeper morì e fu rimpiazzato da suo figlio, Weeper II. Comparve in Mary Marvel Comics n. 8 in cui Bulletgirl fu ospite. Le due eroine combatterono lui e il Dr. Riddle. Weeper II disse, "Mio padre, il vero Weeper, è morto -- Sob! Ma io andrò avanti con il suo nome!".

### Weeper incontra il Joker
Weeper si alleò con il Joker in Justice League of America n. 136, pubblicato dalla DC Comics nel 1976, che pubblicava da allora i personaggi della Fawcett. Il numero presentò i membri della Justice League of America che viaggiavano fino alla Terra-S dove incontrarono la Squadron of Justice di Shazam, Bulletman e Bulletgirl, Mister Scarlet e Pinky the Whiz Kid, Ibis l'Invincibile e Spy Smasher.
Il Joker insegnò al nuovo Weeper il suo stile di commettere crimini. Furono fermati da Batman, Robin, Mister Scarlet e Pinky. Robin non fu influenzato dagli effetti del gas lacrimogeno di Weeper perché indossava le lenti a contatto.
[Da notare: l'incontro tra Weeper II e il Joker non è da considerarsi nella continuità corrente.]

## Comparse

### Weeper
- Master Comics n. 23 (febbraio 1942): "The Weeper" -- The murderer who mourned his victims! - Prima comparsa [Fawcett]
- Master Comics n. 30 (settembre 1942): "The Return of the Weeper" [Fawcett]
- Bulletman n. 7 (Settembre 16, 1942): "The Revenge Syndicate" [Fawcett]
- Bulletman n. 10 (dicembre 1942): "The Weeper" [Fawcett]

### Weper II
- Mary Marvel Comics n. 8 (Dicembre 1946) [Fawcett]
- Justice League of America n. 136 (ottobre 1976) [DC Comics]